# サウンドトラックス (アルバム)
サウンドトラックス（英語: Soundtracks）は、ドイツのロックバンド、カンが、1970年に発表したアルバム。

## 概要
ファースト・アルバム『モンスター・ムーヴィー』発売後、カンにはマルコム・ムーニーの脱退を受けた新ボーカリスト探し、その結果としてのダモ鈴木の加入という動きがあり、1枚のまとまったアルバムを作る体制が固まっていなかった。そこでレコード会社からの提案も取り入れ、イルミン・シュミットのコネクションでかねてから製作に当たっていた映画音楽をまとめた作品を発表した。
使用された映画を収録順に列挙すると、ローランド・クリック監督『デッドロック』（A面1・2・3）、レオニダス・カピタノス監督『Cream』、ローガー・フリッツ監督『Mädchen mit Gewalt』、イエジー・スコリモフスキ監督『早春 (Deep End)』、トーマス・シャモーニ監督『Bottom – Ein großer graublauer Vogel』である。
「Don't turn the light on, leave me alone」、「She Brings the Rain」は後に、映画『ノルウェイの森』の劇中歌としても使われた。
「Soul Desert」と「She Brings the Rain」がムーニーのボーカルで、他はすべてダモのボーカルである。

## 収録曲
作詞・作曲者クレジットはすべてメンバーの連名。
| #  | タイトル                                      | 作詞 | 作曲・編曲 | 時間 |
| -- | --------------------------------------------- | ---- | ---------- | ---- |
| 1. | 「"Deadlock"」                                |      |            | 3:27 |
| 2. | 「"Tango Whiskyman"」                         |      |            | 4:04 |
| 3. | 「"Deadlock (Titelmusik)"」                   |      |            | 1:40 |
| 4. | 「"Don't Turn the Light on, Leave Me Alone"」 |      |            | 3:42 |
| 5. | 「"Soul Desert"」                             |      |            | 3:48 |

| #         | タイトル                  | 作詞  | 作曲・編曲 | 時間  |
| --------- | ------------------------- | ----- | ---------- | ----- |
| 1.        | 「"Mother Sky"」          |       |            | 14:31 |
| 2.        | 「"She Brings the Rain"」 |       |            | 4:04  |
| 合計時間: | 合計時間:                 | 35:16 |            |       |

## 参加メンバー
- マルコム・ムーニー - ボーカル
- ダモ鈴木 - ボーカル、パーカッション
- イルミン・シュミット - キーボード、シンセサイザー
- ホルガー・シューカイ - ベース、コントラバス
- ヤキ・リーベツァイト - ドラムス、パーカッション、フルート
- ミヒャエル・カローリ - ギター、ヴァイオリン